# 中恵菜
中 恵菜（なか めぐな、1993年〈平成5年〉 - ）は、日本のヴィオリスト。京都府京都市出身。弦楽四重奏団・カルテット・アマービレのヴィオラ担当。

## 略歴
1993年（平成5年）生まれ。京都市出身。姉がチェロをやっており母親は姉妹揃ってチェリストにしたかったが、姉が「同じ楽器は絶対に嫌」と主張したことで4歳よりヴァイオリンを習い始める。
2005年（平成17年）、全日本学生音楽コンクール名古屋大会の小学校の部で入選。2006年（平成18年）、岡山県で行われた「若い芽を育てる会オーディション」に合格し、遠山賞を受賞。ミュージックセミナーinトマムに参加。
家は京都にあるものの親が転勤族だったため東京へ引越した時期もあったが、中学は京都の中学校を卒業。
2009年（平成21年）、桐朋女子高等学校音楽科にヴァイオリンで入学。高校1年生だった16歳の時から室内楽の授業でヴィオラを学び始め、ヴァイオリンと並行して技術を磨く。
2012年（平成24年）3月、高校を卒業。同年、テレビマンユニオン音楽事業部による若い四重奏団の発掘と育成を目的として10月から翌年2月まで実施される一般公開の講習会企画「プロジェクトQ」の第10章に、学校法人桐朋学園の学生による「ローゼ弦楽四重奏団（英語: Quartet Rose）」としてヴァイオリンの篠原悠那と石原悠企、チェロの三井静と参加し、ギュンター・ピヒラーらの指導を受ける。
2013年（平成25年）、ゆらぎの里ヴィオラマスタークラス小樽の第9回を受講し、2015年（平成27年）の第11回にも参加。2013年（平成25年）から、ミュージック・アカデミーinみやざきのマスタークラスを受講し、宮崎国際音楽祭管弦楽団にも参加。その後2014年（平成26年）、2015年（平成27年）、2017年（平成29年）も受講して同管弦楽団に参加し、2019年からは宮崎国際音楽祭に毎年出演している。
2013年（平成25年）3月26日、JTが育てるアンサンブルシリーズ第67回に出演し岩崎洸と共演。同年、アメリカ合衆国のインディアナ大学システム・ジェイコブズ音楽院の現代日本音楽祭に桐朋学園大学代表として派遣されローゼ弦楽四重奏団として出演。同年9月、JT「期待の音大生によるアフタヌーンコンサート」にローゼ弦楽四重奏団として出演。同年10月から、ヴァイオリンの篠原とヴィオラの中にヴァイオリンの桐原宗生とチェロの横田誠治を加えた桐朋学園大学の在学生4名で結成した「リュミエール・クァルテット（英語: Lumiere Quartet）」として、プロジェクトQ・第11章に参加。
桐朋学園大学ではヴァイオリンとヴィオラを専攻していて室内楽も受けていたが、どんどんヴィオラの音色が好きになり自分にしっくりくると思えるようになり、室内楽などでもヴィオラを弾いていたこともあり大学3年生だった21歳でヴィオラに転向。2014年（平成26年）、ヴィオラスペースのマスタークラスを受講。同年10月からのプロジェクトQ・第12章では、ヴァイオリンの篠原とヴィオラの中にチェロの笹沼樹とヴァイオリンの大江馨を加えた4名で参加。
2015年（平成27年）4月からは大江に代わり、リュミエール・クァルテットにヴァイオリンの北田千尋が加入し、後のカルテット・アマービレの4名が揃う。同年には山口県と福岡県で演奏会を行い、同年6月には学内成績優秀者による第94回・桐朋学園室内楽演奏会に出演。同年7月、大友直人が芸術監督をしている2週間強のセミナー「MMCJ」に参加。同年10月からのプロジェクトQ・第13章ではカルミナ四重奏団、今井信子らのマスタークラスを受講。2015年（平成27年）11月28日、第5回・次代へ伝えたい名曲 今井信子ヴィオラ・リサイタルにて、今井信子と共演。
2016年（平成28年）3月、桐朋学園大学音楽学部を卒業。
ベルリンのハンス・アイスラー音楽大学ベルリンに留学し、ベルリン・フィルハーモニー管弦楽団のヴィオラ奏者であるヴァルター・キュスナー（英語: Walter Kussner）に師事し、レッスンを受けながらコンサートにも通う。2020年（令和2年）、同音楽大学のマスター課程修了。同年、チェロ奏者の辻本玲と結婚。
コロナ禍のとき誘いを受け「有り難い話なのでぜひ」と、2021年（令和3年）4月から1年間の契約期間を経て新日本フィルハーモニー交響楽団に首席ヴィオラ奏者として2022年（令和4年）7月に正式入団し、2024年（令和6年）3月まで所属。2021年（令和3年）6月5日、パウル・ヒンデミットの楽曲のみを演奏するリサイタルを開催。2021年（令和3年）から「上原ひろみ ザ・ピアノ・クインテット」の一員となり、同年8月22日にはフジロックフェスティバルにも出演。
2023年（令和5年）11月、東京オペラシティ リサイタルシリーズB→Cに出演。
2024年（令和6年）放送のNHK大河ドラマ『光る君へ』では、劇伴のレコーディングに参加。2024年（令和6年）7月より石田泰尚が率いる弦楽合奏団「石田組」にも所属。

## 人物
使用楽器は宗次コレクションより貸与された1722年製Domenico Montagnana。
次女の末っ子。好きな食べ物は牡蠣。時間が有るときは料理や菓子作りも楽しんでおり、美味しいものを調べ友人と食事に行くのも好き。学生時代に増えた体重は後に20キログラム以上落ちたため、カルテット・アマービレとして別府アルゲリッチ音楽祭で音楽祭の音楽監督であるマルタ・アルゲリッチと2017年（平成29年）に共演した後、体重が落ちた2022年（令和4年）に同音楽祭で再度共演した際には「同一人物だと気づいてもらえていないかも」と中は語っている。
2021年（令和3年）時点で夢中になっていることは、iPhoneの写真やファイルを整理する達成感。2022年（令和4年）時点での癒やしは、家で3匹の猫と戯れること。
カルテット・アマービレの仲間から呼ばれている愛称は「おめち」。カルテット・アマービレの仲間から見た性格は、面白い性格。カルテット・アマービレの第1ヴァイオリン担当である篠原悠那とは同級生で、桐朋女子高等学校のときから一緒。真剣に音楽を追究しつつ様々なことをメンバーと包み隠さず話すこともできるのが凄く幸福なことという理由から、カルテット・アマービレのことを「家族同然というか家のような存在」と感じており、この4人で弦楽四重奏を突き詰めていきたいという思いを持っている。

## エピソード
これまでに、ヴァイオリンを久保良治、ヴィオラを佐々木亮などに師事。室内楽を徳永二男、原田幸一郎、磯村和英、山崎伸子、堤剛、毛利伯郎、山口裕之らに師事。宮崎国際音楽祭、霧島国際音楽祭、アンギャン（英語: Enghien）で開催されたIMUSE - Music Festivalなど様々な場所で研鑽を積む。
霧島国際音楽祭、宮崎国際音楽祭、東京・春・音楽祭、北九州国際音楽祭、ヴィオラスペース、十勝音楽祭など多数の音楽祭に出演。霧島国際音楽祭にはカルテット・アマービレとして2016年（平成28年）にマスタークラスを受講し同音楽祭の賞を受賞しており、ダン・タイ・ソンと共演した2019年（令和元年）以降は毎年出演しており、霧島国際音楽祭の管弦楽団であるキリシマ祝祭管弦楽団の一員としても舞台に立っている。
シャネル・ピグマリオン・デイズ室内楽シリーズでは、2018年（平成30年）11月、2019年（令和元年）6月と11月に演奏。Music Dialogueアーティストでもあり、2018年（平成30年）3月4日に行われた、Music Dialogue室内楽塾in東京ファイナル・コンサートのほか、気鋭の若手演奏家と経験豊富な演奏家による音楽づくりの現場を公開する、公開リハーサルと本公演の2部構成で行われるMusic Dialogueディスカバリー･シリーズにも2021年（令和3年）5月、2024年（令和6年）9月に出演している。
新婚旅行ではモルディブに行き、その綺麗さが印象に残った。

## 作品

### アルバム
- 上原ひろみ ザ・ピアノ・クインテット『シルヴァー・ライニング・スイート』[注釈 10]（2021年9月8日）
- コロンえりか『BRIDGE』[注釈 10]（2020年5月13日）

## 出演
テレビ番組『題名のない音楽会』には、放送開始55周年を迎えた2019年（令和元年）に将来の日本の文化を担う世界で活躍する若手アーティストが一堂に会した「55周年祝祭オーケストラ」としての出演も含め、多数出演している。

### 音楽番組
- 題名のない音楽会（2019年10月5日、10月26日、11月2日、11月9日、2021年10月30日、2022年4月2日、4月23日、7月23日、9月24日、10月8日、10月15日、11月5日、2023年1月28日、2月25日、4月29日、12月23日、2024年5月18日、11月9日、テレビ朝日系列）

### バラエティ
- どーんと鹿児島（2019年8月28日、2021年8月25、2022年8月24日、2023年8月30日、2024年9月11日、MBC南日本放送[注釈 11]）

### ラジオ
- 鍵盤のつばさ 夏休み拡大スペシャル ようこそ!新婚音楽家カップル（2020年8月29日、NHK-FM放送[注釈 12]）
- リサイタル・パッシオ（2020年12月13日、NHK-FM放送）